# Bottoms Up (Obie Trice)
Bottoms Up è il terzo album in studio del rapper statunitense Obie Trice, pubblicato nel 2012.

## Tracce
1. Bottoms Up (Intro) – 3:10
2. Going Nowhere – 3:45
3. Dear Lord – 3:44
4. I Pretend – 5:04
5. Richard (featuring Eminem) – 3:50
6. BME Up – 3:28
7. Battle Cry (featuring Adrian Rezza) – 4:14
8. Secrets – 3:45
9. Spill My Drink – 4:07
10. Spend the Day (featuring Drey Skonie) – 3:46
11. Petty – 3:25
12. My Time – 3:51
13. Ups and Downs – 4:23
14. Hell Yea – 3:23
15. Crazy (featuring MC Breed) – 4:23